# Singalimeria pachyderma
Genre
Espèce
Singalimeria pachyderma, unique représentant du genre Singalimeria, est une espèce de collemboles de la famille des Neanuridae.

## Distribution
Cette espèce se rencontre en Himalaya.

## Publication originale
- Cassagnau, 1984 : Introduction à l’étude des phylliomeriens (Collemboles Neanurinae): diagnoses préliminaires des espèces. Travaux du Laboratoire d'Écobiologie des Arthropodes Édaphiques Toulouse, vol. 4, no 3, p. 1-30.